# E-Bow

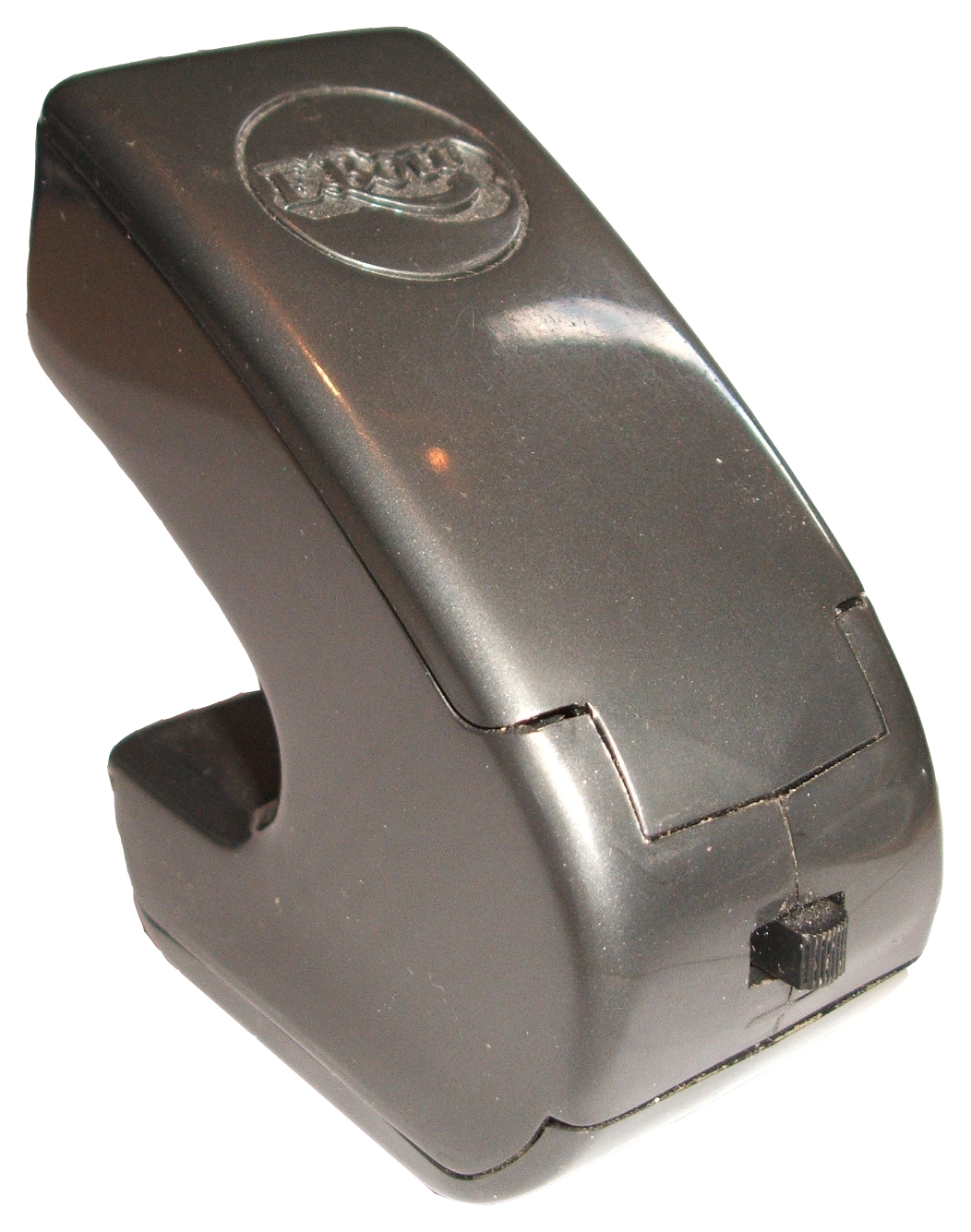
E-Bow

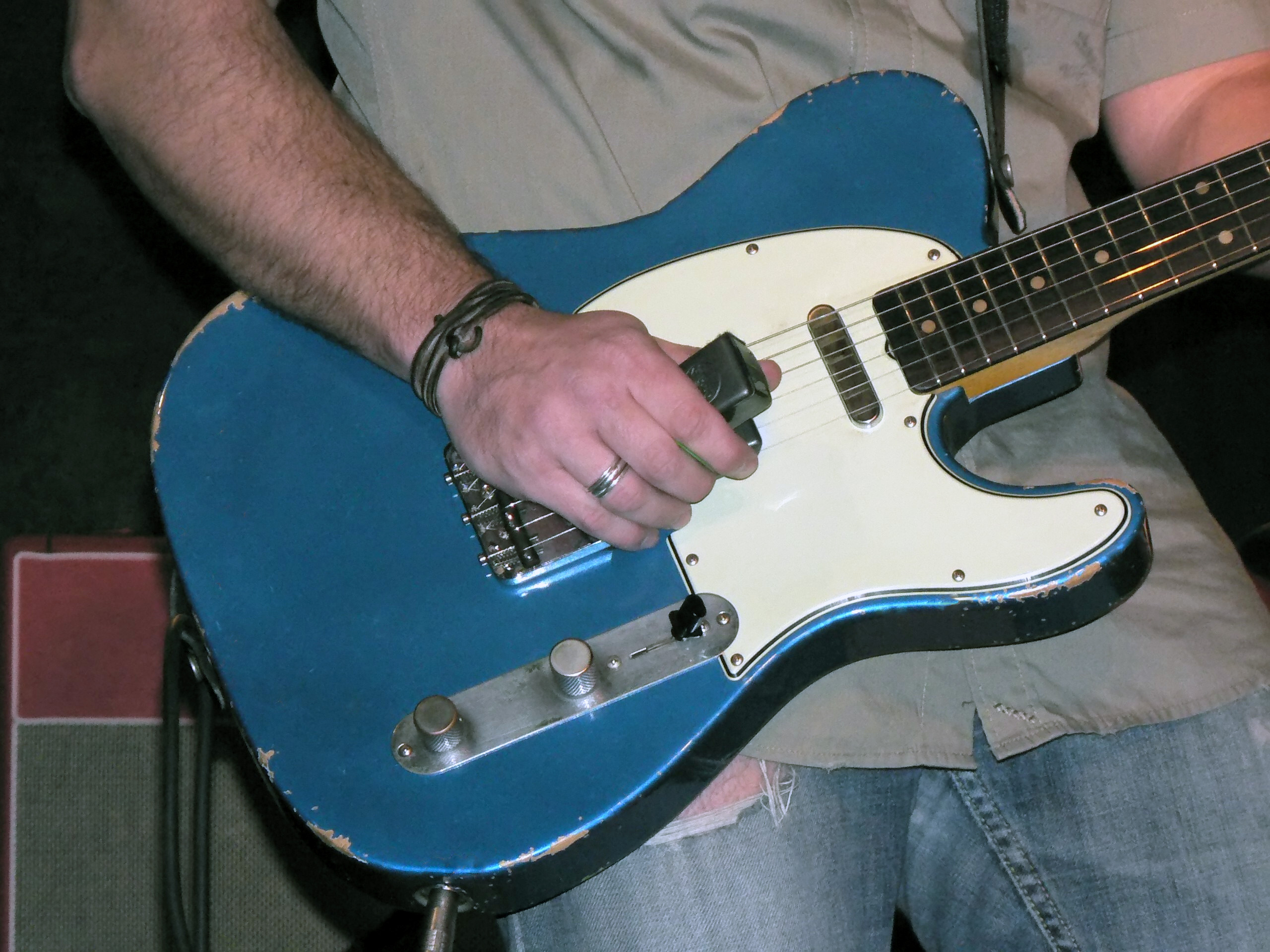
Einsatz des E-Bow

Der E-Bow ist ein Zusatzgerät für E-Gitarren, das vom Musiker mit der Schlaghand gehalten wird und eine Saite elektromagnetisch in Schwingung versetzt. Ähnlich wie mit dem Bogen eines Streichinstruments kann dadurch ein lang anhaltender, gleichmäßiger Ton erzeugt werden. EBow oder ebow ist der Markenname von Heet Sound Products, Los Angeles, California. Inspiriert von Jimi Hendrix und Iron Butterfly, 1969 von Greg Heet erfunden und 1978 patentiert. Verkauft wird der E-Bow seit Mitte der 1970er Jahre von der Firma Heet Sound. Das Funktionsprinzip wurde seit 1926 auch in einigen Elektrischen Klavieren eingesetzt. Siehe auch: Elektromechanisches Musikinstrument

## Funktionsweise
Die Schwingung einer Saite wird mittels einer Spule, die als Tonabnehmer dient, elektrisch verstärkt und genutzt, um eine zweite Spule zu betreiben. Diese zweite Spule sitzt nahe über der Saite, so dass das magnetische Wechselfeld der zweiten Spule mechanisch auf die Saite wirken kann. Diese Rückkopplung bewirkt, dass die Schwingung erheblich weniger als ohne E-Bow gedämpft wird.
Damit das Magnetfeld der zweiten Spule den Tonabnehmer nicht stört, müssen die Spulen einige Zentimeter voneinander getrennt angeordnet werden. Die Versorgung des Verstärkers erfolgt mit einer 9-Volt-Blockbatterie.
Bei neueren Versionen des Geräts (PlusEBow bzw. EBow Plus) kann über einen Schalter der sogenannte harmonic mode aktiviert werden, der nicht die Grundschwingung der Saite, sondern die Obertonschwingung der ersten Oktave verstärkt.

## Spielweise
Für die Funktion des E-Bow ist es erforderlich, dass beide Spulen sich in unmittelbarer Nähe der Saite befinden. Um dies mit dem in der Hand gehaltenen Gerät zu ermöglichen, sind flache Rillen angebracht. Mit diesen Rillen kann der E-Bow auf den Saiten links und rechts der zu spielenden Saite aufliegen und wird derart optimal positioniert. Zudem werden so Schwingungen der benachbarten Saiten, auf denen der E-Bow aufliegt, unterdrückt.
Das Gerät nimmt schon kleinste Schwingungen auf und setzt sie zu einem anhaltenden Ton um. Bei angelegtem E-Bow reicht es, die entsprechende Saite auf das Griffbrett der Gitarre zu drücken. Indem der E-Bow soweit auf die Saiten herab gedrückt wird, dass er die schwingende Saite leicht berührt, kann ein an den Klang einer Sitar erinnernder Effekt erzeugt werden.

## Klangbeispiele
Der E-Bow wurde von bekannten Bands bzw. Gitarristen genutzt.
- Der Song E-Bow the Letter von R.E.M. nimmt Bezug auf den E-Bow. Gitarrist Peter Buck setzte ihn unter anderem beim Solo ein.
- Andy Timmons benutzt ihn für seinen Titel Beautiful, Strange.
- Eddie Vedder von Pearl Jam spielte seine Gitarre im Stück Wishlist mit dem E-Bow.
- Ed O’Brien von Radiohead benutzt den E-Bow immer wieder auf Aufnahmen und live.
- James Hetfield, Gitarrist und Sänger der Metal-Band Metallica, soll einen E-Bow genutzt haben, um die Streicher-Begleitung zum Song Nothing Else Matters zu schreiben.
- Martin Gore von Depeche Mode benutzt einen E-Bow für das Gitarren-Solo von Walking in My Shoes.
- Jon Hudson von Faith No More setzt bei Stripsearch einen E-Bow ein.
- Sigur Rós nutzen im Song Untitled 6 vom unbetitelten Album ( ) (2002) einen E-Bow, obwohl die Band sonst mit einem Cellobogen auf der Gitarre spielt. Der Arbeitstitel dieses Songs lautet E-Bow.
- Dark Tranquillity nutzten für den Song The Grandest Accusation vom Album We Are the Void einen E-Bow.
- Paul Banks von Interpol spielt im Song Take You On A Cruise einen E-Bow.
- Der Bassist Michael Manring verwendet den E-Bow auf dem E-Bass.
- Noel Gallagher von Oasis verwendet den E-Bow in ihrer 1996 erschienenen Single Don’t Look Back in Anger.
- The Edge von U2 verwendet des Öfteren ein E-Bow bei Liveversionen von With or Without You und The Unforgettable Fire.
- Peter Koppes von The Church benutzt einen E-Bow in dem Song Under the milky way.
- Steve Askew von Kajagoogoo spielt das E-Gitarrensolo von "Too Shy" ebenfalls mit E-Bow.
- Stuart Adamson setzte bei einigen Stücken der Band Big Country einen E-Bow ein, unter anderem zu Beginn und am Ende von Eiledon vom Album The Seer
- Torsten de Winkel, Gitarrist der Band Hattler, und Jochen Arbeit, Gitarrist der Band Einstürzende Neubauten, nutzen häufig einen E-Bow zusammen mit einem Pitch Shifter, der den Tönen der Gitarre ein zuvor festgelegtes Intervall hinzufügt.
- Der Pianist und Komponist Volker Bertelmann (bekannt unter dem Künstlernamen Hauschka) benutzt den E-Bow neben anderen Präparierungen auf seinem Konzertflügel.
- Troy Donockley von Nightwish im Song While Your Lips Are Still Red (Live at Wembley Arena, 2015)

## Sonstiges
Mit dem E-Bow können bei gedrücktem Haltepedal auch anhaltende Klänge auf einem Klavierflügel erzeugt werden. Aufgrund der unterschiedlichen Bauart und größeren Masse von Klaviersaiten ist dies jedoch nur im mittleren Register des Instruments möglich. Tiefere Saiten können zwar durch die Verwendung mehrerer E-Bows auf derselben Saite ebenfalls angeregt werden, schwingen dann jedoch meist auf einer bestimmten Obertonfrequenz der entsprechenden Saite anstatt auf ihrer Grundfrequenz. Bei den höchsten Klaviersaiten hingegen ist die Saitenspannung zu groß, um mit dem E-Bow angeregt werden zu können.